# Amarcord 2
Amarcord 2 je dokumentarni film autora Pavla Vranjicana. Sadrži izvorne video snimke koje su za sobom ostavili pobunjeni hrvatski Srbi kad su bježali pred Hrvatskom vojskom.

## Povijest izrade
Vranjicana su branitelji Hrvatske Kostajnice krajem 2001. upoznali s činjenicom o postojanju video zapisa. Radilo se o sedam video kazeta koje je neki nepoznati snimatelj (pobunjeni hrvatski Srbin) snimio "sebi za dušu". Kopije istih su se nalazile od 1995. u MUP-u RH i kod odgovornih u hrvatskom pravosuđu. Reakcije istih nije bilo. Nakon trećesiječanjske smjene vlasti u Hrvatskoj, ponovljen je postupak, bez ikakva vidljiva ishoda. Vranjican se prihvatio obrade materijala, a vremenom se javilo još ljudi koji su došli u posjed s još sličnog materijala.
Dokumentarac je pri montaži zadržao izvorne video i audio zapise.
Sadrži snimke zarobljenih hrvatskih branitelja u selu Kukuruzarima kraj Hrvatske Kostajnice od 13. rujna 1991., snimke osoblja pobunjenog srpskog Radija Kostajnice dok emitira program uživo, snimke srušene i opožarene Hrvatske Kostajnice i posljednje trenutke života hrvatskih branitelja Hrvatske Kostajnice od 13. rujna 1991., pobunjene Srbe kako spaljuju hrvatsku zastavu negdje na okupiranim područjima 14. rujna 1991., govor četničkog vojvode Vojislava Šešelja na Plitvicama 7. travnja 1991., Krvavi Uskrs odnosno srpsku oružanu pobunu u Korenici od 31. ožujka 1991. godine, Tržića na Kordunu, događaji od 16. rujna 1991.: velikosrpski napad na Petrinju, zarobljavanje civila i odvajanje Srba od Hrvata te natjeravanje Hrvata u "živi zid", pripreme 29. rujna 1991. za napad na Viduševac u Glini, velikosrpske tenkove u Viduševcu 30. rujna 1991., snimke spaljena Viduševca i razorene viduševačke katoličke crkve od 2. listopada 1991., drugovanje nigerijskog bataljuna UNPROFOR-a s pobunjenim Srbima 5. lipnja 1992., okupirani Dvor i srušenu džamiju u Posavini 1992. godine, pobunjene Srbe u Medačkom džepu 1993., propagandni film za Srbe u Kanadi snimljen u okupiranim Okučanima 1994. (o Kninđama), osnivanje izviđačko-diverzantskog odreda u Kirinu 27. svibnja 1994., velikosrpska ofenziva na bihaćkom ratištu studenoga 1994., baza UN-a u Lici 22. studenoga 1994... 
Osobito je indikativan govor Vojislava Šešelja u Glini 1995. gdje govori kako je Slobodan Milošević pomagao t.zv. RSK i RS, kako je dao oružje za 30 tisuća srpskih dobrovoljaca koje su srbijanski radikali slali na sva bojišta, autobuse, uniforme, kako su srbijanski radikali dobili cijelu vojarnu JNA u Bubanj Potoku, dobivali oružje iz policijskih skladišta i skladišta TO Srbije uz Miloševićevu naredbu, o planu Z-4, kako su srbijanski radikali uključili 3500 srpskih dobrovoljaca na zapad Like, kod Divosela, Čitluka i Počitelja, neodricanje od velikosrpskih ratnih ciljeva ("da vratimo i ono što nismo uspeli '91. ...i Zadra, i Karlobaga i konačno sa Gospićem da završimo jer tu posebne motive ... i Karlovac ...čitavu Zapadnu Slavoniju do Virovitice... Možemo da trgujemo, ali uvek s teritorijama iste vrednosti. Ako je Tuđmanu toliko važna Maslenica, da mu damo Maslenicu, a on nama dubrovačko primorje, recimo Dubrovnik... Oćemo Papuk...Grubišno Polje... Pakrac...")

## Vanjske poveznice
- Lijepa naša domovina Hrvatska  Arhivirana inačica izvorne stranice od 4. ožujka 2016. (Wayback Machine)